# Hartree-Fock-approksimationen
Hartree-Fock-approksimationen (HF) (også Hartree-Fock-metoden eller den selvkonsistente felt-metode (engelsk: self-consistent field method, SCF)) er en variationsmetode inden for kvantekemi. Den bruges til at løse den tidsuafhængige Schrödinger-ligning for et system af flere elektroner omkring atomkerner, da en analytisk løsning ikke findes. Approksimation behandler hver elektron som om, den bevæger sig i et middelfelt skabt af alle de andre elektroner.

## Hartree-Fock-ligningen
For et system af {\displaystyle N} elektroner i fx et molekyle antages det, at den samlede bølgefunktion {\displaystyle \Psi } kan approksimeres som en Slater-determinant, hvor hver elektron beskrives af såkaldte spinorbitaler, der er elementer i Slater-determinanten:
{\displaystyle \Psi (x_{1},x_{2},x_{3},...,x_{N})\approx \left|\chi _{1}\chi _{2}\dots \chi _{N}\right\rangle }
Det kan vises, at der for hver spinorbital er en såkaldt Hartree-Fock-ligning:
{\displaystyle {\hat {f}}(1)\chi _{a}(1)=\varepsilon _{a}\chi _{a}(1)}
hvor {\displaystyle {\hat {f}}(1)} er Fock-operatoren for elektron 1. Den er givet ved den isolerede elektrons Hamilton-operator {\displaystyle {\hat {h}}(1)} plus et effektivt potentiale {\displaystyle {\hat {v}}^{\text{HF}}(1)} fra de andre elektroner:
{\displaystyle {\hat {f}}(1)={\hat {h}}(1)+{\hat {v}}^{\text{HF}}(1)}
mens {\displaystyle \varepsilon _{a}} er en energi associeret med spinorbitalen.
Hartree-Fock-metoden går ud på at løse dette ligningssystem for derved at finde en approksimativ løsning til {\displaystyle \Psi }.
I de følgende to afsnit vil problemet først få en mere deltaljeres behandling, hvorefter Hartree-Fock-ligningen vil blive udledt.

## Problemet
Et generelt system af atomkerner og elektroner beskrives tidsuafhængigt med Schrödinger-ligningen:
{\displaystyle {\hat {H}}_{\text{tot}}\Psi _{\text{tot}}=E_{\text{tot}}\Psi _{\text{tot}}}
hvor {\displaystyle {\hat {H}}_{\text{tot}}} er Hamilton-operatoren, {\displaystyle \Psi _{\text{tot}}} er bølgefunktionen, og {\displaystyle E_{\text{tot}}} er energien. Hamilton-operatoren er summen af alle bidrag til den kinetiske og potentielle energi:
{\displaystyle {\hat {H}}_{\text{tot}}={\hat {T}}_{\mathrm {elek} }+{\hat {T}}_{\mathrm {kerne} }+{\hat {V}}_{\mathrm {elek-elek} }+{\hat {V}}_{\mathrm {kerne-kerne} }+{\hat {V}}_{\mathrm {elek-kerne} }}
Første led {\displaystyle {\hat {T}}_{\mathrm {elek} }} er elektronernes kinetiske energi, {\displaystyle {\hat {T}}_{\mathrm {kerne} }} er atomkernernes kinetiske energi, {\displaystyle {\hat {V}}_{\mathrm {elek-elek} }} er elektron-elektron-frastødning, {\displaystyle {\hat {V}}_{\mathrm {kerne-kerne} }} er atomkerne-atomkerne-frastødning, mens {\displaystyle {\hat {V}}_{\mathrm {elek-kerne} }} er elektron-atomkerne-tiltrækning. Vha. Born-Oppenheimer-approksimationen kan en simplere Hamilton-operator opskrives, der kun inkluderer termer, der afhænger af elektronerne:
{\displaystyle {\hat {H}}={\hat {T}}_{\mathrm {elek} }+{\hat {V}}_{\mathrm {elek-kerne} }+{\hat {V}}_{\mathrm {elek-elek} }}
Skrevet fuldt ud repræsenteres alle interaktionerne med Coulomb-potentialer:
{\displaystyle {\hat {H}}=-{\frac {\hbar ^{2}}{2m_{\mathrm {e} }}}\sum _{i}^{N}\nabla _{i}^{2}-{\frac {e^{2}}{4\pi \varepsilon _{0}}}\sum _{i}^{N}\sum _{p}^{M}{\frac {Z_{p}}{r_{ip}}}+{\frac {e^{2}}{4\pi \varepsilon _{0}}}\sum _{i=1}^{N-1}\sum _{j>i}^{N}{\frac {1}{r_{ij}}}}
For overskuelighedens skyld bruges fra nu af desuden atomare enheder, hvor mange af faktorerne i ligningen sættes til 1:
{\displaystyle {\hat {H}}=-{\frac {1}{2}}\sum _{i}^{N}\nabla _{i}^{2}-\sum _{i}^{N}\sum _{p}^{M}{\frac {Z_{p}}{r_{ip}}}+\sum _{i=1}^{N-1}\sum _{j>i}^{N}{\frac {1}{r_{ij}}}}
Dette kan gøres endnu mere kompakt, idet de første to led kan betragtes som en sum af Hamilton-operatoren {\displaystyle {\hat {h}}(i)} for hver elektron uden vekselvirkning:
{\displaystyle {\hat {h}}(i)=-{\frac {1}{2}}\nabla _{i}^{2}-\sum _{p}^{M}{\frac {Z_{p}}{r_{ip}}}}
Schrödinger-ligningen for elektronerne er altså:
{\displaystyle \left(\sum _{i}^{N}{\hat {h}}(i)+\sum _{i=1}^{N-1}\sum _{j>i}^{N}{\frac {1}{r_{ij}}}\right)\Psi (x_{1},x_{2},x_{3},...,x_{N})=E\Psi (x_{1},x_{2},x_{3},...,x_{N})}
Det er denne ligning, der kan løses med Hartree-Fock-metoden.

## Udledning af Hartree-Fock-ligningen
Grunden, til at en Slater-determinant bruges til at approksimere bølgefunktionen, er, at den er en funktion af samtlige elektroner, og at den er antisymmetrisk, hvilket vil sige, at den får et negativt fortegn, hvis to elektroner ombyttes. Dette er nødvendigt, da elektroner er fermioner. I princippet kan bølgefunktionen skrives eksakt som en uendelig sum af Slater-determinanter, men dette er ikke praktisk muligt. I stedet antages det, at bølgefunktionen kan beskrives tilstrækkeligt med én enkelt Slater-determinant. Denne approksimation er central for Hartree-Fock-metoden. Andre metoder såsom konfigurationsvekselvirkningsmetoden (CI) bruger flere Slater-determinanter.
Energien {\displaystyle E_{0}} i grundtilstanden er derfor givet ved:
{\displaystyle E_{0}[\Psi _{0}]=\left\langle \Psi _{0}\right|{\hat {H}}\left|\Psi _{0}\right\rangle =\left\langle \chi _{1}\chi _{2}\dots \chi _{N}\right|{\hat {H}}\left|\chi _{1}\chi _{2}\dots \chi _{N}\right\rangle }
hvor {\displaystyle E_{0}} er et funktional af bølgefunktionen. For at finde de optimale spinorbitaler, skal energien jf. variationsprincippet minimeres. Det kræves yderligere, at spinorbitalerne er ortonormale, hvilket vil sige, at det indre produkt skal være lig med Kroneckers delta:
{\displaystyle \left\langle \chi _{a}|\chi _{b}\right\rangle =\delta _{ab}}
Variationen af dette er
{\displaystyle 0=\delta \left\langle \chi _{a}|\chi _{b}\right\rangle =\left\langle \delta \chi _{a}|\chi _{b}\right\rangle +\left\langle \chi _{a}|\delta \chi _{b}\right\rangle }
da Kroneckers delta er en konstant og derfor har en variation på nul. Vha. Lagrange-multiplikatorer kan denne betingelse tilføjes for samtlige kombinationer af spinorbitaler. Funktionalet {\displaystyle L}, der skal minimeres, er derfor:
{\displaystyle L[{\chi _{i}}]=\left\langle \chi _{1}\chi _{2}\dots \chi _{N}\right|{\hat {H}}\left|\chi _{1}\chi _{2}\dots \chi _{N}\right\rangle -\sum _{a}\sum _{b}\varepsilon _{ab}\left(\left\langle \chi _{a}|\chi _{b}\right\rangle -\delta _{ab}\right)}
Variationen skal være nul, når spinorbitalerne er optimerede:
{\displaystyle {\begin{aligned}0&=\delta L[{\chi _{i}}]=\delta E_{0}-\sum _{a}\sum _{b}\varepsilon _{ab}\left(\left\langle \delta \chi _{a}|\chi _{b}\right\rangle +\left\langle \chi _{a}|\delta \chi _{b}\right\rangle \right)\\0&=\delta L[{\chi _{i}}]=\delta E_{0}-\sum _{a}\sum _{b}\varepsilon _{ab}\left\langle \delta \chi _{a}|\chi _{b}\right\rangle -\sum _{a}\sum _{b}\varepsilon _{ab}\left\langle \chi _{a}|\delta \chi _{b}\right\rangle \\0&=\delta L[{\chi _{i}}]=\delta E_{0}-\sum _{a}\sum _{b}\varepsilon _{ab}\left\langle \delta \chi _{a}|\chi _{b}\right\rangle -\sum _{a}\sum _{b}\varepsilon _{ba}\left\langle \chi _{b}|\delta \chi _{a}\right\rangle \\0&=\delta L[{\chi _{i}}]=\delta E_{0}-\sum _{a}\sum _{b}\varepsilon _{ab}\left\langle \delta \chi _{a}|\chi _{b}\right\rangle -\sum _{a}\sum _{b}\left(\varepsilon _{ab}\left\langle \delta \chi _{a}|\chi _{b}\right\rangle \right)^{*}\\0&=\delta L[{\chi _{i}}]=\delta E_{0}-2\sum _{a}\sum _{b}\varepsilon _{ab}\left\langle \delta \chi _{a}|\chi _{b}\right\rangle \end{aligned}}}
Det er her udnyttet, at summernes indekser er arbitrære, og at både integralerne og {\displaystyle \varepsilon _{ab}} er Hermitiske. Det andet led er allerede evalueret, men for at finde variationen af {\displaystyle E_{0}} skal størrelsen først udtrykkes direkte vha. spinorbitalerne.

### Grundtilstandsenergien
For at finde grundtilstandsenergien anvendes det, at Slater-determinanten er en sum af Hartree-produkter, der gennemgår samtlige permutationer af elektroner i de forskellige orbitaler, og at leddene skifter fortegn for hver permutation. Dette kan skrives som:
{\displaystyle \left|\chi _{1}\chi _{2}\dots \chi _{N}\right\rangle ={\frac {1}{\sqrt {N!}}}\sum _{p=0}^{N!-1}(-1)^{p}{\hat {P}}^{p}(\chi _{1}\chi _{2}\dots \chi _{N})}
hvor {\displaystyle {\hat {P}}} er permutationsoperatoren, og summen er over antallet af samtlige permutationer. For {\displaystyle N} spinorbitaler, er der {\displaystyle N!} mulige permutationer. Dette kan alternativt ses som en operator {\displaystyle {\hat {A}}}, der virker på et Hartree-produkt for at gøre det antisymmetrisk:
{\displaystyle \left|\chi _{1}\chi _{2}\dots \chi _{N}\right\rangle ={\hat {A}}(\chi _{1}\chi _{2}\dots \chi _{N})}
hvor {\displaystyle {\hat {A}}} derfor kaldes for antisymmetriseringsoperatoren:
{\displaystyle {\hat {A}}={\frac {1}{\sqrt {N!}}}\sum _{p=0}^{N!-1}(-1)^{p}{\hat {P}}^{p}}
Med denne notation kan {\displaystyle E_{0}} skrives som:
{\displaystyle E_{0}=\left\langle {\hat {A}}(\chi _{1}\chi _{2}\dots \chi _{N})\right|{\hat {H}}\left|{\hat {A}}(\chi _{1}\chi _{2}\dots \chi _{N})\right\rangle }
Vha. regnereglerne for {\displaystyle {\hat {A}}} kan dette omskrives:
{\displaystyle {\begin{aligned}E_{0}&=\left\langle {\hat {A}}(\chi _{1}\chi _{2}\dots \chi _{N})\right|{\hat {H}}\left|{\hat {A}}(\chi _{1}\chi _{2}\dots \chi _{N})\right\rangle \\E_{0}&=\left\langle (\chi _{1}\chi _{2}\dots \chi _{N})\right|{\hat {A}}{\hat {H}}\left|{\hat {A}}(\chi _{1}\chi _{2}\dots \chi _{N})\right\rangle \\E_{0}&=\left\langle (\chi _{1}\chi _{2}\dots \chi _{N})\right|{\hat {H}}\left|{\hat {A}}^{2}(\chi _{1}\chi _{2}\dots \chi _{N})\right\rangle \\E_{0}&={\sqrt {N!}}\left\langle (\chi _{1}\chi _{2}\dots \chi _{N})\right|{\hat {H}}\left|{\hat {A}}(\chi _{1}\chi _{2}\dots \chi _{N})\right\rangle \\E_{0}&=\left\langle (\chi _{1}\chi _{2}\dots \chi _{N})\right|{\hat {H}}\left|\sum _{p=0}^{N!-1}(-1)^{p}{\hat {P}}^{p}(\chi _{1}\chi _{2}\dots \chi _{N})\right\rangle \end{aligned}}}
Udtrykket for Hamiltonoperatoren indsættes:
{\displaystyle {\begin{aligned}E_{0}&=\left\langle (\chi _{1}\chi _{2}\dots \chi _{N})\right|\sum _{i}^{N}{\hat {h}}(i)\left|\sum _{p=0}^{N!-1}(-1)^{p}{\hat {P}}^{p}(\chi _{1}\chi _{2}\dots \chi _{N})\right\rangle +\left\langle (\chi _{1}\chi _{2}\dots \chi _{N})\right|\sum _{i=1}^{N-1}\sum _{j>i}^{N}{\frac {1}{r_{ij}}}\left|\sum _{p=0}^{N!-1}(-1)^{p}{\hat {P}}^{p}(\chi _{1}\chi _{2}\dots \chi _{N})\right\rangle \\E_{0}&=\sum _{i}^{N}\sum _{p=0}^{N!-1}\left\langle (\chi _{1}\chi _{2}\dots \chi _{N})\right|{\hat {h}}(i)\left|(-1)^{p}{\hat {P}}^{p}(\chi _{1}\chi _{2}\dots \chi _{N})\right\rangle +\sum _{i=1}^{N-1}\sum _{j>i}^{N}\sum _{p=0}^{N!-1}\left\langle (\chi _{1}\chi _{2}\dots \chi _{N})\right|{\frac {1}{r_{ij}}}\left|(-1)^{p}{\hat {P}}^{p}(\chi _{1}\chi _{2}\dots \chi _{N})\right\rangle \\E_{0}&=E_{\text{core}}+E_{\text{int}}\end{aligned}}}
Det første led repræsenterer energien {\displaystyle E_{\text{core}}} for de isolerede elektroner, men det andet led er energien {\displaystyle E_{\text{int}}} pga. vekselvirkningen. Summerne kan simplificeres ved at betragte de enkelte led. Det første led for permutationen {\displaystyle p=0} for elektron {\displaystyle i} skrives ud som integraler:
{\displaystyle {\begin{aligned}\left\langle (\chi _{1}\chi _{2}\dots \chi _{N})\right|{\hat {h}}(i)\left|(-1)^{0}{\hat {P}}^{0}(\chi _{1}\chi _{2}\dots \chi _{N})\right\rangle &=\left\langle (\chi _{1}\chi _{2}\dots \chi _{N})\right|{\hat {h}}(i)\left|(\chi _{1}\chi _{2}\dots \chi _{N})\right\rangle \\&=\int \int \dots \int \chi _{1}(1)\chi _{2}(2)\dots \chi _{N}(N){\hat {h}}(i)\chi _{1}^{*}(1)\chi _{2}^{*}(2)\dots \chi _{N}^{*}(N)\mathrm {d} \tau _{1}\mathrm {d} \tau _{2}\dots \mathrm {d} \tau _{N}\end{aligned}}}
Da {\displaystyle {\hat {h}}(i)} kun afhænger af elektron {\displaystyle i}, kan udtrykket skrives som et produkt af integraler:
{\displaystyle {\begin{aligned}&=\int \chi _{1}^{*}(1)\chi _{1}(1)\mathrm {d} \tau _{1}\dots \int \chi _{i}^{*}(i){\hat {h}}(i)\chi _{i}(i)\mathrm {d} \tau _{i}\dots \int \chi _{N}(N)\chi _{N}^{*}(N)\mathrm {d} \tau _{N}\end{aligned}}}
Integralet med Hamilton-operatoren er den isolerede elektrons energi {\displaystyle h_{i}}. Spinorbitalerne er ortonormale, så de andre integraler givet 1:
{\displaystyle {\begin{aligned}&=1\dots h_{i}\dots 1=h_{i}\end{aligned}}}
For alle andre permutterede led vil der være mindst et integrale af to forskellige spinorbitaler, hvilket giver 0. Derfor er {\displaystyle E_{\text{core}}} blot en sum af {\displaystyle h_{i}}:
{\displaystyle E_{\text{core}}=\sum _{i}^{N}\sum _{p=0}^{N!-1}\left\langle (\chi _{1}\chi _{2}\dots \chi _{N})\right|{\hat {h}}(i)\left|(-1)^{p}{\hat {P}}^{p}(\chi _{1}\chi _{2}\dots \chi _{N})\right\rangle =\sum _{i}^{N}\int \chi _{i}^{*}(i){\hat {h}}(i)\chi _{i}(i)\mathrm {d} \tau _{i}=\sum _{a}^{N}h_{a}}
Uden vekselvirkningerne er energien altså blot summen af de enkelte elektroners energi, hvilket også er forventeligt. Elektronernes koordinater {\displaystyle \tau _{i}} er blevet integrerede ud - resultatet ville være det samme, så længe orbitalerne er ens - så {\displaystyle a} angiver nu, hvilke orbitaler der integreres.
Vekselvirkningsenergien {\displaystyle E_{\text{int}}} kan evalueres på en lignende måde. For elektronerne {\displaystyle i} og {\displaystyle j} ved {\displaystyle p=0} gælder:
{\displaystyle {\begin{aligned}\left\langle (\chi _{1}(1)\dots \chi _{i}(i)\dots \chi _{j}(j)\dots \chi _{N}(N))\right|{\frac {1}{r_{ij}}}\left|(\chi _{1}(1)\dots \chi _{i}(i)\dots \chi _{j}(j)\dots \chi _{N}(N))\right\rangle &=\int \chi _{1}^{*}(1)\chi _{1}(1)\mathrm {d} \tau _{1}\dots \int \int \chi _{i}^{*}(i)\chi _{j}^{*}(j){\frac {1}{r_{ij}}}\chi _{i}(i)\chi _{j}(j)\mathrm {d} \tau _{i}\mathrm {d} \tau _{j}\dots \int \chi _{N}(N)\chi _{N}^{*}(N)\mathrm {d} \tau _{N}\end{aligned}}}
Alle integraler, der ikke har noget med {\displaystyle i} og {\displaystyle j} at gøre, giver 1:
{\displaystyle {\begin{aligned}&=1\dots \int \int \chi _{i}^{*}(i)\chi _{j}^{*}(j){\frac {1}{r_{ij}}}\chi _{i}(i)\chi _{j}(j)\mathrm {d} \tau _{i}\mathrm {d} \tau _{j}\dots 1\\&=\int \int \chi _{i}^{*}(i)\chi _{j}^{*}(j){\frac {1}{r_{ij}}}\chi _{i}(i)\chi _{j}(j)\mathrm {d} \tau _{i}\mathrm {d} \tau _{j}=J_{ij}\end{aligned}}}
Energibidraget for to elektroner er her altså forventningsværdien af den inverse afstand - pga. atomare enheder - imellem dem. Dette udtrykker blot den elektrostatiske frastødning {\displaystyle J_{ij}}, som også kendes fra klassisk fysik.
Men det er ikke hele historien. Det tilsvarende led for {\displaystyle p=1} - en ombytning af elektron {\displaystyle i} og {\displaystyle j} giver:
{\displaystyle {\begin{aligned}\left\langle (\chi _{1}(1)\dots \chi _{i}(i)\dots \chi _{j}(j)\dots \chi _{N}(N))\right|{\frac {1}{r_{ij}}}\left|(-1){\hat {P}}(\chi _{1}(1)\dots \chi _{i}(i)\dots \chi _{j}(j)\dots \chi _{N}(N))\right\rangle &=\left\langle (\chi _{1}(1)\dots \chi _{i}(i)\dots \chi _{j}(j)\dots \chi _{N}(N))\right|{\frac {1}{r_{ij}}}\left|-(\chi _{1}(1)\dots \chi _{i}(j)\dots \chi _{j}(i)\dots \chi _{N}(N))\right\rangle \\&=-\int \chi _{1}^{*}(1)\chi _{1}(1)\mathrm {d} \tau _{1}\dots \int \int \chi _{i}^{*}(i)\chi _{j}^{*}(j){\frac {1}{r_{ij}}}\chi _{i}(j)\chi _{j}(i)\mathrm {d} \tau _{i}\mathrm {d} \tau _{j}\dots \int \chi _{N}(N)\chi _{N}^{*}(N)\mathrm {d} \tau _{N}\\&=-\int \int \chi _{i}^{*}(i)\chi _{j}^{*}(j){\frac {1}{r_{ij}}}\chi _{i}(j)\chi _{j}(i)\mathrm {d} \tau _{i}\mathrm {d} \tau _{j}=-K_{ij}\end{aligned}}}
Dette minder om det forrige bidrag, men elektronerne på højre side af ligningen er nu i forskellige orbitaler. Dobbeltintegralet er derfor ikke blot en gennemsnitlig afstand. Dette bidrag er ombytningsenergien {\displaystyle K_{ij}} og findes ikke i klassisk fysik.
Alle andre permutationer giver derimod integraler af forskellige spinorbitaler og bidrager derfor ikke. Dvs. at 
{\displaystyle E_{\text{int}}=\sum _{a=1}^{N-1}\sum _{b>a}^{N}(J_{ab}-K_{ab})}
hvor {\displaystyle a} og {\displaystyle b} refererer til orbitalerne. Det ses, at {\displaystyle J_{ab}} og {\displaystyle K_{ab}} er ens, når {\displaystyle a=b} er ens:
{\displaystyle J_{aa}-K_{aa}=0}
Dvs. at summen ikke behøver at undgå dette led:
{\displaystyle E_{\text{int}}={\frac {1}{2}}\sum _{a=1}^{N}\sum _{b=1}^{N}(J_{ab}-K_{ab})}
Faktoren {\displaystyle {\tfrac {1}{2}}} er tilføjet for at opveje, at summerne nu tæller alle interaktioner to gange.
Den samlede energi {\displaystyle E_{0}} er derfor:
{\displaystyle E_{0}=\sum _{a}^{N}h_{a}+{\frac {1}{2}}\sum _{a=1}^{N}\sum _{b=1}^{N}(J_{ab}-K_{ab})}
Der altså tre forskellige interaktioner, som bidrager til energien.

### Variationen
Variationen af {\displaystyle E_{0}} er nu en sum af variationer:
{\displaystyle \delta E_{0}=\sum _{a}^{N}\delta h_{a}+{\frac {1}{2}}\sum _{a=1}^{N}\sum _{b=1}^{N}(\delta J_{ab}-\delta K_{ab})}
For {\displaystyle h_{a}} er variationen:
{\displaystyle \delta h_{a}=\delta \int \chi _{a}^{*}(1){\hat {h}}(1)\chi _{a}(1)\mathrm {d} \tau _{1}=\int \delta \chi _{a}^{*}(1){\hat {h}}(1)\chi _{a}(1)\mathrm {d} \tau _{i}+\int \chi _{a}^{*}(1){\hat {h}}(1)\delta \chi _{a}(1)\mathrm {d} \tau _{1}=\int \delta \chi _{a}^{*}(1){\hat {h}}(1)\chi _{a}(1)\mathrm {d} \tau _{1}+\left(\int \delta \chi _{a}^{*}(1){\hat {h}}(1)\chi _{a}(1)\mathrm {d} \tau _{1}\right)^{*}}
Som forklaret tidligere er det arbitrært, hvilken elektron der integreres over. For nemhedens skyld kaldes den her blot for elektron 1.
Da Hamilton-operatoren er Hermitisk, er de to led ens:
{\displaystyle \delta h_{a}=2\int \delta \chi _{a}^{*}(1){\hat {h}}(1)\chi _{a}(1)\mathrm {d} \tau _{1}}
For {\displaystyle J_{ab}} integreres der over elektron 1 og elektron 2:
{\displaystyle {\begin{aligned}\delta J_{ab}&=\delta \int \int \chi _{a}^{*}(1)\chi _{b}^{*}(2){\frac {1}{r_{12}}}\chi _{a}(1)\chi _{b}(2)\mathrm {d} \tau _{1}\mathrm {d} \tau _{2}\\&=\int \int \delta \chi _{a}^{*}(1)\chi _{b}^{*}(2){\frac {1}{r_{12}}}\chi _{a}(1)\chi _{b}(2)\mathrm {d} \tau _{1}\mathrm {d} \tau _{2}+\int \int \chi _{a}^{*}(1)\delta \chi _{b}^{*}(2){\frac {1}{r_{12}}}\chi _{a}(1)\chi _{b}(2)\mathrm {d} \tau _{1}\mathrm {d} \tau _{2}+\int \int \chi _{a}^{*}(1)\chi _{b}^{*}(2){\frac {1}{r_{12}}}\delta \chi _{a}(1)\chi _{b}(2)\mathrm {d} \tau _{1}\mathrm {d} \tau _{2}+\int \int \chi _{a}^{*}(1)\chi _{b}^{*}(2){\frac {1}{r_{12}}}\chi _{a}(1)\delta \chi _{b}(2)\mathrm {d} \tau _{1}\mathrm {d} \tau _{2}\\&=2\int \int \delta \chi _{a}^{*}(1)\chi _{b}^{*}(2){\frac {1}{r_{12}}}\chi _{a}(1)\chi _{b}(2)\mathrm {d} \tau _{1}\mathrm {d} \tau _{2}+2\int \int \chi _{a}^{*}(1)\delta \chi _{b}^{*}(2){\frac {1}{r_{12}}}\chi _{a}(1)\chi _{b}(2)\mathrm {d} \tau _{1}\mathrm {d} \tau _{2}\end{aligned}}}
Her er den Hermitiske egenskab igen udnyttet. For {\displaystyle K_{ab}} findes et tilsvarende udtryk:
{\displaystyle {\begin{aligned}\delta K_{ab}&=\delta \int \int \chi _{a}^{*}(1)\chi _{b}^{*}(2){\frac {1}{r_{12}}}\chi _{a}(2)\chi _{b}(1)\mathrm {d} \tau _{1}\mathrm {d} \tau _{2}\\&=\int \int \delta \chi _{a}^{*}(1)\chi _{b}^{*}(2){\frac {1}{r_{12}}}\chi _{a}(2)\chi _{b}(1)\mathrm {d} \tau _{1}\mathrm {d} \tau _{2}+\int \int \chi _{a}^{*}(1)\delta \chi _{b}^{*}(2){\frac {1}{r_{12}}}\chi _{a}(2)\chi _{b}(1)\mathrm {d} \tau _{1}\mathrm {d} \tau _{2}+\int \int \chi _{a}^{*}(1)\chi _{b}^{*}(2){\frac {1}{r_{12}}}\delta \chi _{a}(2)\chi _{b}(1)\mathrm {d} \tau _{1}\mathrm {d} \tau _{2}+\int \int \chi _{a}^{*}(1)\chi _{b}^{*}(2){\frac {1}{r_{12}}}\chi _{a}(2)\delta \chi _{b}(1)\mathrm {d} \tau _{1}\mathrm {d} \tau _{2}\\&=2\int \int \delta \chi _{a}^{*}(1)\chi _{b}^{*}(2){\frac {1}{r_{12}}}\chi _{a}(2)\chi _{b}(1)\mathrm {d} \tau _{1}\mathrm {d} \tau _{2}+2\int \int \chi _{a}^{*}(1)\delta \chi _{b}^{*}(2){\frac {1}{r_{12}}}\chi _{a}(2)\chi _{b}(1)\mathrm {d} \tau _{1}\mathrm {d} \tau _{2}\end{aligned}}}
Her er det yderligere udnyttet, at det er arbitrært, om elektronen kaldes 1 eller 2. Samlet bliver variationen derfor:
{\displaystyle {\begin{aligned}\delta E_{0}=&2\sum _{a}^{N}\int \delta \chi _{a}^{*}(1){\hat {h}}(1)\chi _{a}(1)\mathrm {d} \tau _{1}\\&+\sum _{a=1}^{N}\sum _{b=1}^{N}\left(\int \int \delta \chi _{a}^{*}(1)\chi _{b}^{*}(2){\frac {1}{r_{12}}}\chi _{a}(1)\chi _{b}(2)\mathrm {d} \tau _{1}\mathrm {d} \tau _{2}+\int \int \chi _{a}^{*}(1)\delta \chi _{b}^{*}(2){\frac {1}{r_{12}}}\chi _{a}(1)\chi _{b}(2)\mathrm {d} \tau _{1}\mathrm {d} \tau _{2}-\int \int \delta \chi _{a}^{*}(1)\chi _{b}^{*}(2){\frac {1}{r_{12}}}\chi _{a}(2)\chi _{b}(1)\mathrm {d} \tau _{1}\mathrm {d} \tau _{2}-\int \int \chi _{a}^{*}(1)\delta \chi _{b}^{*}(2){\frac {1}{r_{12}}}\chi _{a}(2)\chi _{b}(1)\mathrm {d} \tau _{1}\mathrm {d} \tau _{2}\right)\\\delta E_{0}=&2\sum _{a}^{N}\int \delta \chi _{a}^{*}(1){\hat {h}}(1)\chi _{a}(1)\mathrm {d} \tau _{1}\\&+\sum _{a=1}^{N}\sum _{b=1}^{N}\int \int \delta \chi _{a}^{*}(1)\chi _{b}^{*}(2){\frac {1}{r_{12}}}\chi _{a}(1)\chi _{b}(2)\mathrm {d} \tau _{1}\mathrm {d} \tau _{2}+\sum _{a=1}^{N}\sum _{b=1}^{N}\int \int \chi _{a}^{*}(1)\delta \chi _{b}^{*}(2){\frac {1}{r_{12}}}\chi _{a}(1)\chi _{b}(2)\mathrm {d} \tau _{1}\mathrm {d} \tau _{2}\\&-\sum _{a=1}^{N}\sum _{b=1}^{N}\int \int \delta \chi _{a}^{*}(1)\chi _{b}^{*}(2){\frac {1}{r_{12}}}\chi _{a}(2)\chi _{b}(1)\mathrm {d} \tau _{1}\mathrm {d} \tau _{2}-\sum _{a=1}^{N}\sum _{b=1}^{N}\int \int \chi _{a}^{*}(1)\delta \chi _{b}^{*}(2){\frac {1}{r_{12}}}\chi _{a}(2)\chi _{b}(1)\mathrm {d} \tau _{1}\mathrm {d} \tau _{2}\\\delta E_{0}=&2\sum _{a}^{N}\int \delta \chi _{a}^{*}(1){\hat {h}}(1)\chi _{a}(1)\mathrm {d} \tau _{1}\\&+2\sum _{a=1}^{N}\sum _{b=1}^{N}\int \int \delta \chi _{a}^{*}(1)\chi _{b}^{*}(2){\frac {1}{r_{12}}}\chi _{a}(1)\chi _{b}(2)\mathrm {d} \tau _{1}\mathrm {d} \tau _{2}\\&-2\sum _{a=1}^{N}\sum _{b=1}^{N}\int \int \delta \chi _{a}^{*}(1)\chi _{b}^{*}(2){\frac {1}{r_{12}}}\chi _{a}(2)\chi _{b}(1)\mathrm {d} \tau _{1}\mathrm {d} \tau _{2}\end{aligned}}}
Det er her igen udnyttet, at integrationsvariablerne og summernes indekser er arbitrære.
Variationen inkl. ortonormalitetsbetingelsen er derfor:
{\displaystyle {\begin{aligned}0=&\delta L[{\chi _{i}}]=2\sum _{a=1}^{N}\int \delta \chi _{a}^{*}(1){\hat {h}}(1)\chi _{a}(1)\mathrm {d} \tau _{1}+2\sum _{a=1}^{N}\sum _{b=1}^{N}\int \int \delta \chi _{a}^{*}(1)\chi _{b}^{*}(2){\frac {1}{r_{12}}}\chi _{a}(1)\chi _{b}(2)\mathrm {d} \tau _{1}\mathrm {d} \tau _{2}-2\sum _{a=1}^{N}\sum _{b=1}^{N}\int \int \delta \chi _{a}^{*}(1)\chi _{b}^{*}(2){\frac {1}{r_{12}}}\chi _{a}(2)\chi _{b}(1)\mathrm {d} \tau _{1}\mathrm {d} \tau _{2}-2\sum _{a=1}^{N}\sum _{b=1}^{N}\varepsilon _{ab}\int \delta \chi _{a}^{*}(1)\chi _{b}(1)\mathrm {d} \tau _{1}\\0=&\sum _{a=1}^{N}\left(\int \delta \chi _{a}^{*}(1){\hat {h}}(1)\chi _{a}(1)\mathrm {d} \tau _{1}+\sum _{b=1}^{N}\int \int \delta \chi _{a}^{*}(1)\chi _{b}^{*}(2){\frac {1}{r_{12}}}\chi _{a}(1)\chi _{b}(2)\mathrm {d} \tau _{1}\mathrm {d} \tau _{2}-\sum _{b=1}^{N}\int \int \delta \chi _{a}^{*}(1)\chi _{b}^{*}(2){\frac {1}{r_{12}}}\chi _{a}(2)\chi _{b}(1)\mathrm {d} \tau _{1}\mathrm {d} \tau _{2}-\sum _{b=1}^{N}\varepsilon _{ab}\int \delta \chi _{a}^{*}(1)\chi _{b}(1)\mathrm {d} \tau _{1}\right)\\0=&\sum _{a=1}^{N}\int \delta \chi _{a}^{*}(1)\left({\hat {h}}(1)\chi _{a}(1)+\sum _{b=1}^{N}\int \chi _{b}^{*}(2){\frac {1}{r_{12}}}\chi _{b}(2)\mathrm {d} \tau _{2}\chi _{a}(1)-\sum _{b=1}^{N}\int \chi _{b}^{*}(2){\frac {1}{r_{12}}}\chi _{a}(2)\mathrm {d} \tau _{2}\chi _{b}(1)-\sum _{b=1}^{N}\varepsilon _{ab}\chi _{b}(1)\right)\mathrm {d} \tau _{1}\end{aligned}}}
Integralerne i midten kan omskrives til operatorer, der virker på {\displaystyle \chi _{a}(1)}:
{\displaystyle {\begin{aligned}{\hat {J}}_{b}(1)\chi _{a}(1)&=\left(\int \chi _{b}^{*}(2){\frac {1}{r_{12}}}\chi _{b}(2)\mathrm {d} \tau _{2}\right)\chi _{a}(1)\\{\hat {K}}_{b}(1)\chi _{a}(1)&=\left(\int \chi _{b}^{*}(2){\frac {1}{r_{12}}}\chi _{a}(2)\mathrm {d} \tau _{2}\right)\chi _{b}(1)\end{aligned}}}
Pr. definition ændrer {\displaystyle {\hat {K}}_{b}(1)} altså spinorbitalen fra {\displaystyle a} til {\displaystyle b}. Dermed bliver udtrykket:
{\displaystyle {\begin{aligned}0=&\sum _{a=1}^{N}\int \delta \chi _{a}^{*}(1)\left({\hat {h}}(1)\chi _{a}(1)+\sum _{b=1}^{N}{\hat {J}}_{b}(1)\chi _{a}(1)-\sum _{b=1}^{N}{\hat {K}}_{b}(1)\chi _{a}(1)-\sum _{b=1}^{N}\varepsilon _{ab}\chi _{b}(1)\right)\mathrm {d} \tau _{1}\\0=&\sum _{a=1}^{N}\int \delta \chi _{a}^{*}(1)\left(\left({\hat {h}}(1)+\sum _{b=1}^{N}\left[{\hat {J}}_{b}(1)-{\hat {K}}_{b}(1)\right]\right)\chi _{a}(1)-\sum _{b=1}^{N}\varepsilon _{ab}\chi _{b}(1)\right)\mathrm {d} \tau _{1}\end{aligned}}}
Det samlede udtryk skal være nul for alle variationer af {\displaystyle \chi _{a}}. For at det er muligt, må udtrykket i parentesen være nul:
{\displaystyle {\begin{aligned}\left({\hat {h}}(1)+\sum _{b=1}^{N}\left[{\hat {J}}_{b}(1)-{\hat {K}}_{b}(1)\right]\right)\chi _{a}(1)-\sum _{b=1}^{N}\varepsilon _{ab}\chi _{b}(1)&=0\\\left({\hat {h}}(1)+\sum _{b=1}^{N}\left[{\hat {J}}_{b}(1)-{\hat {K}}_{b}(1)\right]\right)\chi _{a}(1)&=\sum _{b=1}^{N}\varepsilon _{ab}\chi _{b}(1)\end{aligned}}}
På højre side kan summen ophæves ved at rotere spinorbitalerne.

### Fock-operatoren
Spinorbitalerne i Hartree-Fock-approksimationen skal altså selv overholde en egenværdi-ligning kaldet Hartree-Fock-ligningen:
{\displaystyle \left({\hat {h}}(1)+\sum _{b=1}^{N}\left[{\hat {J}}_{b}(1)-{\hat {K}}_{b}(1)\right]\right)\chi _{a}(1)=\varepsilon _{a}\chi _{a}(1)}
Denne ligning minder om Schrödinger-ligningen for en enkelt elektron, hvor elektronens bølgefunktion er {\displaystyle \chi _{a}}. Operatoren er Fock-operatoren {\displaystyle {\hat {f}}(1)}, der består af den isolerede elektrons Hamilton-operator plus korrektioner, der tager højde for elektron-elektron-interaktionerne:
{\displaystyle {\hat {f}}(1)={\hat {h}}(1)+\sum _{b=1}^{N}\left[{\hat {J}}_{b}(1)-{\hat {K}}_{b}(1)\right]}
Den samlede Slater-determinant skal altså bestå af spinorbitaler, der er egenfunktioner til Fock-operatoren. Interaktionsbidraget kan også ses som et effektivt potentiale kaldet Hartree-Fock-potentialet:
{\displaystyle {\hat {v}}^{\text{HF}}(1)=\sum _{b=1}^{N}\left[{\hat {J}}_{b}(1)-{\hat {K}}_{b}(1)\right]}
Selvom {\displaystyle {\hat {f}}(1)} virker på spinorbitalerne, ses det dog også, er operatoren afhænger af spinorbitalerne pga. definitionerne på {\displaystyle {\hat {J}}_{b}(1)} og {\displaystyle {\hat {K}}_{b}(1)}. Hartree-Fock-ligningerne må derfor nødvendigvis løses vha. en iterativ metode såsom en fikspunktsiteration. For at optimere spinorbitalerne skrives de normalt som en lineær kombination af såkaldte basisfunktioner, der er centrerede omkring hvert enkelt atom. Jo større basissættet er, jo bedre bliver spinorbitalerne, men jo mere omfattende bliver udregningen også.

## Begrænset og ubegrænset Hartree-Fock
Hvordan, Hartree-Fock-ligningerne løses, afhænger af, hvilke spinorbitaler benyttes. Da elektronerne er fermioner, kan de ikke eksisterer i ens spinorbitaler, men to elektroner kan godt eksistere i den samme rumlige orbital {\displaystyle \psi _{k}}, hvis de blot har forskellige spin {\displaystyle \alpha } og {\displaystyle \beta }. Inden for den såkaldte begrænsede Hartree-Fock-metode antages det, at {\displaystyle \alpha }- og {\displaystyle \beta }- elektronerne netop har ens rumlige orbitaler, mens det i den ubegrænsede Hartree-Fock-metode tillades, at de rumlige orbitaler er forskellige. Den begrænsede metode er best egnet til systemer med et lige antal elektroner (closed shell), mens den ubegrænsede metode er bedre til at håndtere et ulige antal elektroner (open shell).